# Saís

Saís, região do Delta. (Na imagem, ao lado do número 7)

Saís ou Sa el-Hagar foi uma cidade egípcia na parte ocidental do Delta. Sais foi a capital do Antigo Egito durante a XXIV dinastia. Seu nome no Antigo Egito era Sau e o deus patrono era Neite.
Heródoto escreveu que Saís é onde o túmulo de Osíris foi localizado e onde o sofrimento do deus foi mostrado como um mistério na noite em um lago adjacente. Diodoro Sículo atestou que foram os atenienses que construíram Saís antes de um cataclismo e, enquanto todas as cidades gregas foram destruídas durante o cataclismo, as cidades egípcias, incluindo Saís, sobreviveram.
Plutarco conta que o santuário de Ísis em Saís continha a inscrição: "Eu sou tudo o que foi, é, e será; e meu véu nenhum mortal levantou até agora"
Atualmente, não há traços da cidade antes da época Baixa (1100 a.C.) por causa da grande destruição da cidade pelo Sebakhin (retirada de tijolos de argila para fazer fertilizante) restando apenas poucos blocos conservados.
No tratado Timeu, de Platão, Sais é a cidade em que Sólon recebeu de um sacerdote egípcio a história de Atlântida, seu plano de ataque militar grego contra o Egito e sua eventual derrota e destruição por uma catástrofe natural. Platão também observou que a cidade foi a terra natal do faraó Amósis II e identificou o deus patrono, Neite.